# Partyworking
Partyworking – nowoczesna forma pracy socjalnej, działanie o charakterze profilaktycznym, które realizowane są niestacjonarnie (poza instytucjami pomocy społecznej). Stanowi przykład metody „outreach” (wyjście - sięganie - poza - do), czyli pracy poza instytucjami, w środowisku przebywania klienta.
Miejscem działań są najczęściej imprezy masowe, kluby, dyskoteki. 
Mają na celu działania profilaktyczno-edukacyjne dotyczące tematyki uzależnień, informacje o skutkach mieszania narkotyków z innymi substancjami psychoaktywnymi a także bezpiecznych zachowań seksualnych.
Podobną formą działania pozainstytucjonalnego jest streetworking.